# 尤根·库思
尤根·库思（Jürgen Kurths，1953年3月11日—）是一名出生于德国阿伦德塞物理学家和数学家。他在波茨坦气候影响研究所主管跨学科概念与方法的研究领域，同时也是柏林洪堡大学（Humboldt University）物理学院非线性动力学的正教授，他还在英国阿伯丁大学（Aberdeen University）国王学院的复杂系统和数学生物研究所担任复杂系统生物学的第六任世纪主席。作为一位在复杂系统的非线性物理领域的知名专家，他在非线性动力学、复杂性科学和复杂网络以及在气候学、生理学、系统生物学和工程学的应用方面颇有建树。

## 个人简介
尤根·库思曾在德国罗斯托克大学（University of Rostock）主攻数学，于1983年在民主德国科学院获得了博士学位，并于1991年在罗斯托克大学获得了理论物理的特许任教资格。1991年，在马克斯·普朗克学会（Max-Planck-society）的一个特别的活动中，尤根·库思从来自东德的少数科学家中脱颖而出，成为一个新的非线性动力学领域研究工作组的领导者，如今它已经成为了一个国际知名的、享有很高声誉的研究组。在1994年，他成为了德国波茨坦大学（University of Potsdam）理论物理/非线性动力学的首席正教授，于1996-1999年任波茨坦大学科学学院院长，并建立了一个非常具有影响力的复杂系统动力学的跨学科研究中心（1994-2008年）。他也是 波茨坦Leibniz-Kolleg 的创始人（ ） 。2008年，他受命于波茨坦气候影响研究所的跨学科部门(RD-IV)，把复杂系统的研究思想理念引入地球系统的研究中，并且成为柏林洪堡大学物理学院非线性动力学的正教授。 从1999年起，他还在英国阿伯丁大学国王学院的复杂系统和数学生物研究所担任复杂系统生物学的第六任世纪主席。

## 研究影响力
起初他研究时间序列分析及其在太阳活动现象上的应用，从80年代起研究兴趣转向了复杂系统学、非线性科学和混沌理论，开始从事复杂系统理论以及其在在地球系统、人体大脑和其它高度复杂、非线性系统中应用的研究。尤根·库思在发展学术研究活动方面成绩显著，在非线性动力学和复杂网络的国际化和跨学科发展中担当了领导的角色。在他的领导下，研究组在同步、涌现、复杂网络、非线性时间序列分析及在地球科学、认知心理学、生物学、医学和工程等领域的应用方面的理论上有重要突破。
尤根·库思拥有一个大型科学合作网络，培养出了60多个来自20多个国家的博士研究生，其中有30人已在不同国家获得了终身教授职位。
尤根·库思发表了500余篇学术论文和出版了8部著作。目前，他担任了10余个科学期刊的编委，其中包括：CHAOS、Philosoph.Trans、Royal Soc. A、 PLoS ONE、 Europ. J. Physics ST、J. Nonlinear Science and Nonlinear Processes in Geophysics 和 the Springer Series Complexity等。

## 国际科学活动
尤根·库斯已经成为许多国际科学活动的领导者，例如曾于2000-2005年主管欧洲地球科学联盟（European Geosciences Union）的非线性过程地球科学部。他努力促进国际合作，并在欧盟和德国研究基金会举办了多个大型项目，是复杂网络国际研究训练组的发言人（德国和巴西科学研究基金会）。

## 获奖情况
尤根·库思 当选了美国物理学会（American Physical Society）和弗劳恩霍夫协会（Fraunhofer Society）的院士。2005年，他获得了印度科学与工业研究理事会的亚历山大·洪堡研究奖（Alexander von Humboldt Research Award）。2010年，他当选了欧洲科学院院士，2012年，成为了马其顿科学艺术院（Macedonian Academy of Sciences and Arts）的院士。2008年，俄罗斯下诺夫哥罗德大学（Lobachevsky University in Nizhny Novgorod）和萨拉托夫国立大学（Chernishevsky University）授予他荣誉博士学位 。他也是德国波茨坦大学的名誉教授和中国东南大学（Southeast University）的客座教授。2013年，他荣获了欧洲地球科学联盟的Lewis Fry Richardson奖章。

## 尤根·库思的代表作（节选）
1. J. Kurths, A. Voss, P. Saparin, Quantitative Analysis of Heart Rate Variability, CHAOS 5, 88-94 (1995)
2. M.G. Rosenblum, A.S. Pikovsky and J. Kurths, Phase Synchronization of Chaotic Oscillators, Phys. Rev. Lett. 76, 1804-1807 (1996)
3. A.S. Pikovsky and J. Kurths, Coherence Resonance in a Noise-Driven Excitable System, Phys. Rev. Lett. 78, 775-778 (1997)
4. C. Schäfer, M.G. Rosenblum, J. Kurths and H. Abel, Heartbeat synchronized with ventilation, NATURE 392, 239-240 (1998)
5. A. Pikovsky, M. Rosenblum and J. Kurths, Synchronization: A Universal Concept in Nonlinear Sciences (Cambridge University Press, 2001)
6. S. Boccaletti, J. Kurths, G. Osipov, D. Valladares and C. Zhou, The Synchronization of Chaotic Systems, Phys. Rep. 366, 1-101 (2002)
7. C.S. Zhou, A.E. Motter and J. Kurths, Universality in the Synchronization of Weighted Random Networks, Phys. Rev. Lett. 96, 034101 (2006)
8. N. Marwan, M. Romano, M. Thiel and J. Kurths, Recurrence Plots for the Analysis of Complex Systems, Phys. Rep. 438, 240-329 (2007)
9. P. van Leeuwen, D. Geue, M. Thiel, D. Cysarz, S. lange, M. Romano, N. Wessel, J. Kurths and D. Grönemeier, Influence of paced maternal breathing on fetal-maternal heart rate coordination, Proc. Nat. Acad. Sc. U.S.A. 106, 13661-13666 (2009) (incl. a commentary about)
10. J. Donges, N. Marwan, Y. Zou and J. Kurths, The backbone of the climate network, Europhys. Lett. 87, 48007 (2009).

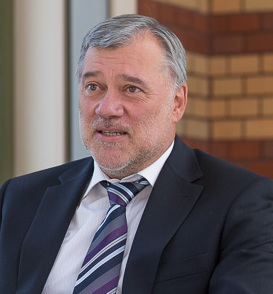
尤根·库思在波茨坦气候影响研究所.

11. Ye Wu, Changsong Zhou, Jinghua Xiao, Jürgen Kurths, and Hans Joachim Schellnhuber. , PNAS 2010 107 (44) 18803-18808 (2010)
12. Menck, P.J., Heitzig, J., Marwan, N., Kurths, J.: How basin stability complements the linear-stability paradigm, Nature Physics 9, 89-92 (2013).